# Sidi Harrat Benaïssa
 (février 2011).
Si vous disposez d'ouvrages ou d'articles de référence ou si vous connaissez des sites web de qualité traitant du thème abordé ici, merci de compléter l'article en donnant les références utiles à sa vérifiabilité et en les liant à la section « Notes et références ».
 (juillet 2010).
Pour les articles homonymes, voir Benaïssa.
Sidi Harrat Benaïssa El Idrissi El Hassani (ou Mohamed Ibn Aïssa), est un érudit, ascète, exégète et soufi.

## Biographie
Au milieu du XVe siècle, ce religieux de lignée princière, descendant des Idrissides, quitte Fès, sa ville natale, alors capitale du Maroc, pour s'installer dans les environs de Zemmora près de Relizane dans l'ouest de l'Algérie. Quarante de ses disciples quittent leur Maroc natal et l'accompagnent.
Sidi Harrat Benaïssa El Idrissi El Hassani, de son vrai nom Mohamed Ibn Aïssa, enseigne le Coran à près de cinq cents étudiants coraniques[réf. nécessaire].
Il épouse une femme berbère nommée Djezia, de la tribu des Mehal qui occupe jusqu'à aujourd'hui la plaine de Relizane dans l'ouest algérien[réf. nécessaire].
Ses descendants, les Hararta, fondateurs de Zemmora, capitale des Flita, au sud-est de Relizane, se sont répandus au gré des guerres et conflits mais aussi au gré des famines ou en quête de savoir à travers toute l'Algérie. Certains vivent encore  à Ghazaouet près de Tlemcen, Dellys en Kabylie et dans les environs de Chlef, Aïn Defla et Mostaganem[réf. nécessaire].
Sidi Harrat serait mort après ses quatre-vingts ans. Son mausolée se trouve au même endroit, à El Ksiba, située à 4 km environ à l'ouest de Zemmora, là où il a échoué en quête de quiétude[évasif].